# 자유심증주의
자유심증주의(自由心證主義, 독일어: freie Beweiswürdigung)는 자유심증주의란 법정증거주의에 반대되는 것으로서 증거의 증명력을 적극적 또는 소극적으로 법정(法定)하지 아니하고 이를 법관의 자유로운 판단에 일임하는 주의를 말한다. 프랑스 혁명 이후의 근대 제국에 있어서의 형사재판제도하에서는 증거의 증명력에 대하여 자유심증주의가 채용되고 있다.

## 대한민국
확정된 형사판결은 다른 민사판결에 있어 유력한 증거가 되며다만 민사재판에서는 형사재판의 사실인정에 구속되지는 않는다.

### 형사소송법
현행 대한민국의 형사소송법도 자유심증주의를 채용하여 308조에 '증거의 증명력은 법관의 자유판단에 의한다'라고 규정하고 있다. 따라서 자유심증주의는 법관의 판단을 절대적으로 신뢰하는 것을 전제로 하고 있으며 법관이 과학적 합리적으로 판단할 것이라는 기대가 이 제도의 존재기반(存在基盤)으로 되어 있는 것이다. 그러나 자유심증주의는 증거의 증명력만이 법관의 자유판단에 맡겨져 있는 것이고 증거능력의 판단까지 일임된 것은 아니다. 따라서 증거능력에 의하여 제한된 범위 내에서의 자유심증인 것이다.
자유심증주의의 원칙에도 예외가 있다. 자백에 있어서 그 진실성을 뒷받침하기 위하여 보강증거를 필요로 하는 자백의 증명력의 제한(310조), 법률상의 추정 및 소송법적 사실의 인정에 관한 공판조서의 증명력(56조) 등이 그 예외제도이다. 자유심증주의의 합리성을 담보하기 위하여 유죄판결서에는 범죄 사실을 인정하는 기초로 된 증거의 요지를 명시할 것이 요구되며(323조) 이러한 증거 요지의 명시가 결여되었을 때에는 '판결에 이유를 붙이지 아니한 것'으로서 절대적 항소 이유로 되고 또 증거요지의 명시에 거시(擧示)된 증거로부터 판결에 표시된 사실을 인정하는 것이 논리상·경험상의 법칙에 비추어 불합리할 때는 '이유에 모순이 있을 때'로서 역시 절대적 항소이유로 된다(361조의 511호).

##### 판례
간통죄의 경우, 그 행위가 통상 당사자 사이에 비밀리에 또는 외부에서 알아보기 어려운 상태하에서 행하여지므로 이에 대한 직접적인 물적 증거나 증인의 존재를 기대하기가 매우 어려우므로 범행의 전후 정황에 관한 제반 간접증거들을 종합하여 범죄사실이 증명된 것으로 판단되면 이로써 범죄사실이 인정된다.

### 민사소송법

##### 제202조 (자유심증주의)
법원은 변론 전제의 취지와 증거조사의 결과를 참작하여 자유로운 심증으로 사회정의와 형평의 이념에 입각하여 논리와 경험의 법칙에 따라 사실주장이 진실한지 아닌지를 판단한다.

## 같이 보기
- 법정증거주의
- 증거법